# Marcel Albers
Marcel Albers (29 aprile 1967 – Hampshire, 20 aprile 1992) è stato un pilota automobilistico olandese.

## Carriera
Marcel Albers iniziò la sua carriera nelle formule minori olandesi, vincendo il campionato di Formula Ford locale nel 1989. L'anno successivo, passato all'Opel Euroseries, chiuse il campionato con un buon sesto posto.
Nel 1991 scelse di passare alla Formula 3 inglese classificandosi quinto a fine anno, e ottenendo un terzo posto al Marlboro Masters, preceduto solo da David Coulthard e Jordi Gené. Queste prestazioni fecero di Albers il favorito al titolo di Formula 3 inglese per l'anno successivo.
La stagione 1992 per Albers si aprì con una vittoria a Donington Park e un ritiro a Silverstone. Per la terza gara, da disputare sul Circuito di Thruxton, si qualificò in prima fila. Dopo una prima parte di gara influenzata da problemi al cambio avvicinò il suo compagno di squadra Elton Julian a Woodham Hill, subito prima del punto di frenata per la chicane Club, e lo tamponò. La sua Ralt attraversò la pista ribaltandosi e colpendo la recinzione. Albers, estratto dai rottami dopo un'ora, morì durante il trasporto in ospedale. Gli fu attribuito postumamente il settimo posto in gara e l'undicesimo in campionato.